# 光田寧
光田 寧（みつた やすし、1933年10月13日 - 1999年3月25日）は、日本の気象学者。超音波風速温度計の開発で有名。「気団変質実験計画 (AMTEX)」や「黒河流域における地空相互作用に関する日中共同研究 (HEIFE)」、標準計画台風の概念の導入で知られる。京都大学名誉教授。腎臓障害で週3回の人工透析を19年余り続けながら研究を推進した。叙正四位、勲三等旭日中綬章受章。

## 略歴
- 1933年 - 奈良市に生まれる。
- 1952年 - 奈良県立奈良高等学校卒業
- 1956年 - 京都大学理学部地球物理学科卒業
- 1958年 - 京都大学大学院理学研究科修士課程修了
- 1960年
  - 京都大学大学院理学研究科博士課程退学
  - 京都大学理学部助手
- 1961年 - 京都大学防災研究所助手
- 1964年 - 京都大学防災研究所助教授（耐風構造部門）
- 1967年 - 理学博士（京都大学）
- 1971年 - 日本気象学会学会賞受賞（超音波風速温度計の開発とそれによる大気乱流の研究）。
- 1977年 - 京都大学防災研究所教授（暴風雨災害部門）
- 1996年 - 日本気象学会藤原賞受賞（日中共同研究HEIFEの指導的役割を通して、乾燥地帯における地空相互作用の研究を推進した業績）
- 1997年 - 京都大学を定年退官、京都大学名誉教授
- 1997年 - 日本風工学会功績賞受賞（下層大気の構造および強風災害の研究と本学会の発展に対する貢献）
- 1999年 - 急性白血病のため入院中、急性循環不全のため逝去[2]。享年65。
- 1999年 - 正四位に叙せられ勲三等旭日中綬章を授けられる。